# Enceinte de la Trizague
L'enceinte de la Trizague est un élément des fortifications du haut Moyen Âge situées dans la commune d'Escorailles en région Auvergne-Rhône-Alpes.

## Situation
Les ruines sont situées au lieu-dit la Trizague à l'est du bourg d'Escorailles dans le département du Cantal. Elles dominent l'Auze, un affluent de la Dordogne.

## Histoire
Cette enceinte est bâtie au cours du haut Moyen Âge. Le lieu est abandonné au profit du château d'Escorailles situé au centre du bourg.
Les fortifications de La Trizague sont classées au titre des monuments historiques par arrêté du 8 septembre 1978.